# نهر مين

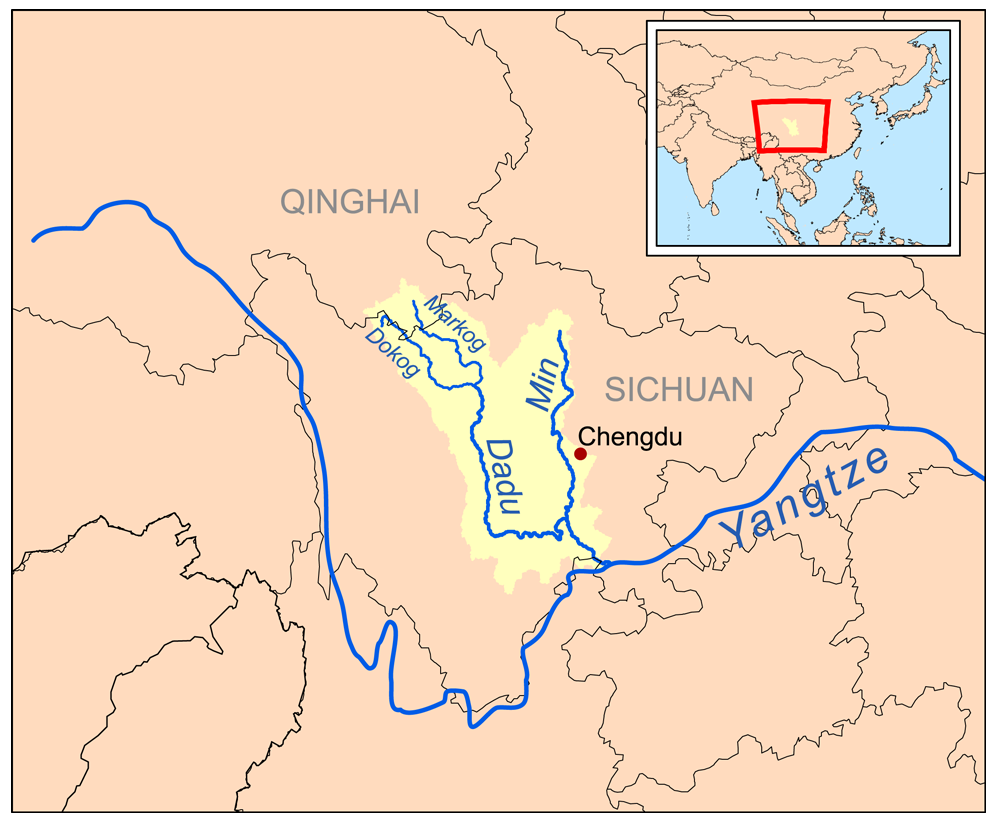
خريطة توضح نهر مين وحوضه

نهر مين , أو مين جيانج، هو نهر طوله 735 كيلومتراً في وسط مقاطعة سيشوان في الصين , وهو رافد علوي لنهر يانغتسي حيث يلتحمان عند يبين، في الصين.
تقليدياً كان يعتقد أنه المسار العلوي الرئيس لنهر يانغتسي وذلك قبل الاكتشافات واسعة النطاق لمصدره.

## جغرافيا النهر
نهر مين بشكل عام ذو إتجاه جنوبي، يبدأ في أواسط شمالي سيشوان حيث تقع بحيرته المحدودة بجبال كيونجوان شان غرباً وجبال مين شرقاً , يعبر النهر ساحة لونجمان شان ليدخل إلى سهول حوض سيشوان قرب مدينة دوجيانجين، حيث يقع في تلك المدنية نظام الري التقليدي التاريخي، وكذلك سد زيبنجبو , كذلك ليشان بودا العملاق الذي بني بالحجارة من ضفاف النهر.

## أسماء للنهر
في منتصف القرن التاسع عشر استخدم بعض المؤلفون الغربيون اسم «النهر الأزرق» (ذلك لأنها كانت تسميه عامية محلية له).

## الحياة البرية
في مسح قام به الجيولوجي دينج كياسينج وجد أن 16 من أصل 40 نوعاً من السمك رصد في خمسينات القرن العشرين لا يزال حياً ليومنا هذا، نوع السمك المحمي سيشوان تايمين لم يرى في وينشوان منذ أكثر من عقد.

## النهر في التاريخ
على طول النهر توجد أقدم أنظمة التحكم بالمياه التي ما زالت حية المبنية من قبل مهندس المياه لي بينج، وذلك في سبيل مساعدة دولة كين من أجل تقوية عضدها، مما ساهم بإطلاق تفجر سكاني في سهل تشينجدو، بنيت هذه الأنظمة قبل حوالي 2.300 عام، أول باحث أكاديمي غربي درس تاريخ النهر كان جوزيف نيدهام.

## السدود
على طول النهر توجد سدود قد تم بناؤها وأخرى ينتظر لها البناء حيث يبلغ العدد 27 سداً سواء من المنتهي بناؤها أو التي قيد الإنشاء أو التي سيتم باؤها، وهذا حتى العام 2014 , والسبب الرئيس لبناء هذه السدود هو توليد الكهرباء.
القائمة التالية تحوي أسماء السدود مرتبةً ترتيباً متسلسلاً من حيث مكان انطلاق النهر إلى مصبه:
- سد بينشنزو - إنتهى بناؤه , 740 مجاواط
- سد أولوناجازيكو - من المخطط بناؤه , 360 مجاواط
- سد تشيهنوي - من المخطط بناؤه , 360 مجاواط
- سد سهانزي - من المخطط بناؤه , 250 مجاواط
- سد بيانتشازي - من المخطط بناؤه , 30 مجاواط
- سد وايهامليفو - من المخطط بناؤه , 76.6 مجاواط
- سد زيبنجبو - إنتهى بناؤه , 760 مجاواط
- سد نينجو وان - إنتهى بناؤه , 135 مجاواط
- سد تيايبينهي - إنتهى بناؤه , 260 مجاواط
- سد فوتومبا - إنتهى بناؤه , 360 مجاواط
- سد سهابا - تحت الإنشاء , 720 مجاواط
- سد شيانجشوبا - إنتهى بناؤه , 96 مجاواط
- سد وايهام مومبيق - من المخطط بناؤه , 3.4 مجاواط
- سد تبنانجاجوم - إنتهى بناؤه , 49.5 مجاواط
- سد ناكسيم - إنتهى بناؤه , 9.6 مجاواط
- سد شيجو - إنتهى بناؤه , 2.7 مجاواط
- سد زيبونانجي - من المخطط بناؤه , 2 مجاواط
- سد ياناريان - من المخطط بناؤه , 66 مجاواط
- سد فيهونجشاو - من المخطط بناؤه , 120 مجاواط
- سد جينونجان - إنتهى بناؤه , 180 مجاواط
- سد تيلنكو - إنتهى بناؤه , 180 مجاواط
- سد كوسيانتشي - إنتهى بناؤه , 48 مجاواط
- سد ليان - من المخطط بناؤه , 111 مجاواط
- سد أوتيباه - من المخطط بناؤه , 157 مجاواط
- سد لانكهن - من المخطط بناؤه , 72.6 مجاواط
- سد كوسينجواي - من المخطط بناؤه , 37.2 مجاواط
- سد هولزيجوان - من المخطط بناؤه , 68.5 مجاواط